# William Shepherd
William McMichael Shepherd (nascut el 26 de juliol de 1949) és un anterior astronauta americà que va servir com a comandant de l'Expedició 1, la primera tripulació a l'Estació Espacial Internacional. Shepherd és receptor de la Congressional Space Medal of Honor.